# 天威
天威（1216年）或作天成，为中国金朝时期東遼耶律厮不的年号，前后共70多天。

## 公元纪年对照
| 天威 | 元年   |
| ---- | ------ |
| 公元 | 1216年 |
| 干支 | 丙子   |

## 同期存在的其他政权年号
- 中國
  - 嘉定（1208年－1224年）：宋—宋寧宗趙擴之年號
  - 貞祐（1213年－1217年）：金—金宣宗完顏珣之年號
  - 興隆（1216年－1217年）：金時期—張致之年號
  - 順天（1216年）：金時期—郝定之年號
  - 天泰（1215年－1223年）：金時期—蒲鮮萬奴之年號
  - 至寧（1211年－1123年）：西夏—夏神宗李遵顼之年號
  - 天开（1205年－1225年）：大理—段智祥之年號
- 越南
  - 建嘉（1211年－1224年）：李朝—李旵之年號
- 日本
  - 建保（1214年－1219年）：順德天皇之年號

## 深入閱讀
- 李崇智. . 北京: 中華書局. 2004年12月. ISBN 7101025129.

## 參看
- 中國年號索引

| 前一年號： 天統 | 东辽年号 | 下一年號： 天德 |